# Commanderie de Tréfols
La commanderie de Tréfols au temps des Hospitaliers était à l'origine une grange dîmière appartenant aux Templiers, située sur la commune française de Tréfols dans le département de la Marne.

## Description géographique
La ferme de la commanderie, qui est une propriété privée, se trouve à moins d'un kilomètre au nord-ouest de la commune de Tréfols.

## État
Il s'agit d'une ferme agricole mais il subsiste la chapelle dédiée à saint Jean-baptiste au centre de la cour.

## Histoire
L'acquisition de cette grange par les Templiers est antérieure à l'année 1209 comme l'indique le don par le seigneur Mannessier de Galande de la tierce partie de la rente qu'il percevait dessus et du tonlieu de ladite ville.

### L'ordre du Temple
Il semble que Tréfols ait pris un certain essor dans la seconde partie du XIIIe siècle puisqu’après diverses donations, il est fait mention de la maison du Temple de Tréfols en 1263 lorsque les Templiers acquièrent des terres entre le Plessis et Tréfols. Cette vente fut confirmée par Thibaut II de Navarre. Il est par contre difficile d'établir l'importance de cette maison par rapport à celle de Soigny ainsi qu'avec celle de Barbonne.

#### Commandeurs templiers
| Commandeur | Période |
| ---------- | ------- |
| Jean       | 1307    |

#### Acquisitions
Voici, par ordre chronologique, une liste non exhaustive des  événements qui ont marqué l'histoire de cette maison du Temple et qui ont contribué à son expansion à l'époque des Templiers :
- 1233 : don d'une rente que possédait le chevalier Gillot sur le moulin de Tréfols ;
- 1263 : acquisition de dix-neuf arpents de terre entre le Plessis et Tréfols.

### L'ordre de Saint-Jean de Jérusalem
Les Hospitaliers vont accroître le domaine et en faire une commanderie qui sera finalement rattachée à la commanderie de Chevru vers le milieu du XVIIe siècle
| Commandeur         | Période |
| ------------------ | ------- |
| Armand des Carrois | 1503    |